# Як-52
Як-52 — советский спортивно-тренировочный самолёт.

## История
Спортивно-тренировочный самолет Як-52 создан в ОКБ А. С. Яковлева в 1974 году на базе пилотажного самолета Як-50. Як-52 стал единственным в мире учебно-тренировочным спортивно-пилотажным самолётом, способным обучить летчика с «нуля» и довести его до уровня мастера спорта по высшему пилотажу.
Создан как двухместный вариант Як-50
Самолет отличался от своего предшественника по внешнему виду лишь наличием двухместной кабины, передней для обучаемого летчика и задней для летчика-инструктора, и передней стойкой шасси, что для первоначального обучения значительно упростило руление и выполнения взлета и посадки.
Для выполнения длительных перевернутых полётов и выполнения фигур высшего пилотажа с отрицательными перегрузками, была полностью изменена топливная система. Был обновлен состав оборудования, что позволило выполнять полёты в сложных метеоусловиях. Кроме обучения, предусмотрена возможность использования Як-52 для буксировки планера.
При проектировании самолёта решалась сложная инженерная задача: самолёт первоначального обучения Як-52 должен был быть более устойчивым и более тяжёлым в управлении, чем спортивно-тренировочный Як-50, он не должен срываться в штопор.
Первый полёт прототип Як-52 совершил в августе 1974 года, а первый полёт предсерийного самолета состоялся в 1979 году. Тогда же в Румынии на заводе Aerostar развёрнут серийный выпуск Як-52 по кооперации в рамках СЭВ. Серийное производство самолета продолжалось до 1998 года, всего было изготовлено 1765 самолётов, из которых 339 попали в Россию. Крупнейшими зарубежными владельцами Як-52 являются Румыния и Вьетнам.
Являлся одним из основных учебно-тренировочных самолётов СССР для первоначальной подготовки лётного состава. Выпускался серийно с 1979 по 1998 год. В 1982 году модернизирован, после чего выпускался без особенных изменений до ноября 1998 (когда прекратился выпуск Як-52).

## Конструкция
Як-52 — двухместный одномоторный учебно-тренировочный спортивный самолет-моноплан с низкорасположенным крылом и убирающимся в полете трёхколёсным шасси.
Фюзеляж - цельнометаллический полумонокок с работающей обшивкой. Каркас фюзеляжа — поперечный силовой набор штампованные дюралевые шпангоуты, продольный набор, равномерно расположенные по периметру сечения, лонжероны и стрингеры. Обшивка соединяется с элементами каркаса потайной клепкой. Дополнительный усиленный шпангоут служит противопожарной перегородкой, на нём расположены узлы крепления рамы двигателя, кронштейны навески передней ноги шасси, ложементы масляного бака и кронштейны крепления капота.
В нижней части фюзеляжа расположена ниша передней ноги шасси. Места стыковки шпангоутов фюзеляжа с крылом усилены фитингами и поперечными стенками. В передней части фюзеляжа расположен люк подхода к агрегатам системы управления двигателем, подъёмнику передней ноги и агрегатам электрооборудования. В хвостовой части фюзеляжа расположен люк подхода к системам управления самолетом.
Кабина самолета - двухместная, скомпонована по схеме тандем. Кабина оборудована системой отопления и вентиляции.
Фонарь кабины — состоит из козырька, двух сдвижных, средней и хвостовой частей. Сдвижная часть перемещается по направляющим рельсам, закрепленным на фюзеляже. Остекление фонаря выполнено из оргстекла.
Крыло — однолонжеронное, с металлической работающей обшивкой, состоит из двух консолей. Консоли стыкуются с фюзеляжем по трем силовым шпангоутам через стыковые узлы. В корневых частях крыла смонтированы основные опоры шасси. В консолях крыла установлены бензобаки. В местах навески стоек шасси и элеронов установлены силовые кронштейны из алюминиевого сплава.
Каркас консолей крыла образован продольными и поперечными силовыми наборами. Продольный набор крыла помимо лонжерона, включает переднюю и заднюю стенки, стрингеры. Поперечный набор крыла разрезные нервюры, отштампованные из тонкого дюралюминиевого листа. Обшивка крыла состоит из верхних и нижних панелей, которые выполнены из дюралюминиевых листов различной толщины.
На левой консоли крыла установлен кронштейн крепления приемника воздушного давления. На нижней поверхности крыла предусмотрен люк под контейнер аккумулятора. На правой консоли установлен воздухо-масляный радиатор. На нижней обшивке сделаны эксплуатационные люки для подхода к качалкам управления элеронами.
Элероны — щелевого типа с осевой аэродинамической компенсацией, крепятся к крылу шарнирно на трёх узлах. Каркас элерона — трубчатый лонжерон, нервюры и хвостовой стрингер. Носок элерона обшивается дюралюминиевым листом, а весь элерон обтягивается полотняной обшивкой. Полотняная обшивка пришивается к нервюрам нитью.
Посадочные щитки установлены на консолях крыла и подвешены на шомпольной петле. Посадочные щитки управляются пневмоцилиндром. Щиток представляет собой дюралюминиевую клепаную конструкцию.
Хвостовое оперение - свободнонесущее. Киль и стабилизатор выполнены по двухлонжеронной схеме с работающей дюралюминиевой обшивкой. Перед килем установлен гаргрот, выполненный из листового стеклотекстолита. Стабилизатор состоит из двух неразъемных консолей. Руль высоты и руль направления конструктивно аналогичны элеронам и имеют полотняную обшивку. На заднем ободе руля направления установлен пластинчатый триммер. Триммер руля высоты изготовлен из пенопласта и обклеен стеклотканью.
Шасси - убирающееся, выполнено по трехопорной схеме с носовым колесом. Амортизация жидкостно-газовая. Передняя нога шасси установлена в носовой части фюзеляжа и убирается в полете под фюзеляж назад по потоку. Главные ноги шасси установлены в консолях крыла и убираются в полете под крыло вперед, против потока. Особенностью Як-52 является и то, что при уборке шасси колеса только поджимаются к крылу и фюзеляжу — это гарантирует безопасное приземление, даже если пилот забыл выпустить шасси перед посадкой.
Управление - спаренное, осуществляется двумя командными постами ручного и ножного управления, расположенными друг за другом в первой и второй кабинах. С помощью ручного управления производится управление рулем высоты и элеронами, ножного управление рулем направления. Проводка к рулям высоты и рулю направления тросовая, к элеронам жёсткая, состоящая из трубчатых тяг и расчалок. Управление триммером руля высоты тросовое, осуществляется штурвалами.
Силовая установка - звездообразный поршневой четырехтактный девятицилиндровый двигатель М-14П, мощностью 360л. с., с автоматическим воздушным винтом изменяемого шага. Двигатель установлен на раму и закрыт обтекаемым съёмным капотом. Воздушный винт двухлопастный деревянный. Топливо на самолете размещено в двух бензобаках емкостью по 62 литра, расположенных в правой и левой консолях крыла.

## Основные геометрические, регулировочные весовые и центровочные данные самолёта
Согласно «Техническим условиям» на поставку и приёмку самолётов в 1989 году:

### Весовые и геометрические данные
- Габариты, м:
  - длина — 7,745
  - размах крыла — 9,3
  - площадь крыла, м² — 15
- Вес, кг:
  - пустого — 1035
  - максимальная взлётная масса — 1315
  - максимальная посадочная масса — 1315

### Лётно-технические данные
- Скорость максимальная горизонтального полёта на высоте Н=1000 м, км/ч — 270
- Скорость сваливания (на режиме работы двигателя «Малый газ»), км/ч:
  - в прямом полёте — 110
  - в перевёрнутом — 140
  - с выпущенными щитками — 100
- Дальность полёта, км — 465
- Продолжительность полёта, ч — 2,5
- Разбег при скорости отрыва 120 км/ч, м — 180…200
- Пробег при скорости касания 120 км/ч, м — 330
- Скороподъёмность у земли, м/с — 7,5

### Эксплуатационные ограничения
- Скорость, км/ч:
  - предельно допустимая — 450
  - максимально допустимая при пилотировании — 360
- Практический потолок, м — 4000
- Макс. эксплуатационная перегрузка: положительная +7, отрицательная −5

## Модификации
| Название модели | Краткие характеристики, отличия. | Изображение |
| --------------- | --- | ----------- |
| Як-52           | Базовая модификация. Выпускался в 1979—1995 годах. |             |
| Як-52Б (Як-54)  | Лёгкий ударный самолёт. Отличался усиленным крылом. Вооружение состояло из 2 блоков НУРС УБ-32. Разработан в 1983 году под руководством А. А. Яковлева. |             |
| Як-52Б2         | Лёгкий самолёт-перехватчик. Модификация Як-52б. Отличается установленной РЛС кругового обзора, метеолокатором и бортовым компьютером. Вооружение составляет: полуавтоматический карабин 12-го калибра. |             |
| Як-52М          | Модернизированный. Отличается двигателем М-14Х (разработчик ОКБ Моторостроения, г. Воронеж) с трёхлопастным винтом MTV-8, доработанным крылом, новым фонарём, увеличенным до 250 л запасом топлива, составом оборудования, системой принудительного аварийного покидания СКС-94МЯ. С 2003 года переоборудуются ранее выпущенные Як-52 на Ивановском АРЗ № 308. Впервые продемонстрирован на МАКС-2003. Первый полёт 16 апреля 2004 года. |             |
| Як-52W          | Экспортный для США и западной Европы. Отличается увеличенным в 2 раза запасом топлива, оборудованием для ночных полётов, гидравлическими тормозами, багажным отсеком в фюзеляже. |             |
| Як-52TW         | Самолёт с хвостовым колесом (Tail Wheel-хвостовое колесо). |             |
| Як-53           | Одноместный пилотажный самолёт. Разработан в 1981 году. |             |
| «Кондор»        | С двигателем Авро Лайкоминг AEIO-540 LI B5D. Отличается трёхлопастным винтом фирмы «Хофман» (диаметp 2,5 м), новым рулём направления. Разработан в Румынии в 1991 году. |             |

### Як-52Б
Як-52Б — лёгкий ударный самолёт, созданный ОКБ Яковлев на базе учебно-тренировочного самолёта Як-52. Опыт ведения военных действий в Афганистане указывал на необходимость использования в боевых операциях лёгких манёвренных противопартизанских ударных самолётов. Одним из проектов создания такого самолёта стал яковлевский Як-52Б (планировалось в случае серийного производства присвоить ему обозначением Як-54). За основу был взят дешёвый и надёжный УТС Як-52. На самолёт установили два пилона с подвешенными блоками УБ-32. В связи с этим пришлось усилить крылья самолёта. Самолёт прошёл заводские испытания, но в связи с тем, что военные не выразили заинтересованности в самолёте, дальнейшие работы были остановлены. Единственный вариант самолёта был передан в авиамузей в Монино.

### Як-52М
Самолёт Як-52М является модернизацией самолёта Як-52 и отличается следующим:
- заменено более 50 % бортового оборудования, что обеспечивает полёты днём в сложных и ночью в простых метеоусловиях;
- установлен новый фонарь для обеспечения безопасного покидания с помощью системы спасения;
- установлена система спасения СКС-94МЯ, которая обеспечивает аварийное покидание самолёта членами экипажа;
- в конструкции крыла выполнены баки-кессоны, что позволило увеличить дальность полёта до 900 км;
- увеличена площадь руля направления;
- установлена шторка слепого полёта;
- установлен трёхлопастной воздушный винт MTV-9;
- модернизировано крыло для обеспечения безопасного сваливания на нос.

Технические характеристики:
- Взлётный вес — 1423 кг
- Мощность двигателя — 360 л. с
- Максимальная скорость — 360 км/ч
- Скорость сваливания — 130 км/ч
- Эксплуатационная перегрузка — +7/-5 g
- Максимальный запас топлива — 122 л
- Максимальная дальность полёта — 900 км
- Длина разбега/пробега — 180/300 м
- Ресурс — 3000 ч
- Календарный срок эксплуатации — 30 лет

## Операторы
- Частные владельцы в разных странах — 675 (по состоянию на декабрь 2024 г.)
- Россия — 53 в ДОСААФ. Планируется их замена на Як-152 с 2017 г.[7]
- Украина — 12 Як-52 в ТСОУ (ДОСААФ Украины) по состоянию на декабрь 2024 года.
- Беларусь — 8 Як-52 в ДОСААФ по состоянию на декабрь 2024 года.
- Таджикистан — 2 Як-52 в ООСО (ДОСААФ Таджикистана) по состоянию на декабрь 2024 года.</ref>
- Венгрия — 2 Як-52 в ВВС по состоянию на декабрь 2024 года.
- Литва — 2 Як-52 в ВВС по состоянию на декабрь 2024 года.
- США[8]

Пилотажные группы
- Румыния — 12 Як-52, по состоянию на 2016 год[9]
- Вьетнам — 30 Як-52, по состоянию на 2016 год[10]

## Боевое использование
В ходе российского вторжения на Украину, экипажи общественного объединения «Гражданский воздушный патруль» использовали Як-52 для выявления и уничтожения российских разведывательных БПЛА.

## В культуре
- На Як-52 летает Милла Йовович в роли Элис, главного героя фильма «Обитель зла 4: Жизнь после смерти».[13]
- В фильме Дюнкерк Як-52 был модифицирован и использован в виде Спитфайера.
- Проработанные модели Як-52 созданы для авиасимуляторов «DCS world», «X-plane»[14]

## Як-52 памятники
| Тип   | Бортовой номер | Местонахождение | Изображение |
| ----- | -------------- | --- | ----------- |
| Як-52 |                | Аэродром Чайка, Киево-Святошинский район, Украина |             |
| Як-52 |                | Аэродром Танай Кемеровская область, Россия |             |
| Як-52 |                | Военно-исторический комплекс имени Н. Д. Гулаева Аксай, Ростовская область, Россия |             |
| Як-52 |                | Посёлок Ферма, Пермский район, Пермский край. Памятник лётчику Лямину, Юрию Витальевичу, совершившему первый таран в небе Сталинграда                                                                                                   |             |
| Як-52 | 123            | Тобольск, ул. Октябрьская |             |
| Як-52 |                | Установлен в деревне Мурадым в Михайловском сельсовете Аургазинского района Республики Башкортостан России, в память земляка майора Ишмурзина Г. Г. погибшего во время учебного полёта в Стерлитамакской школе Осовиахима в 1942_м году |             |

## Галерея

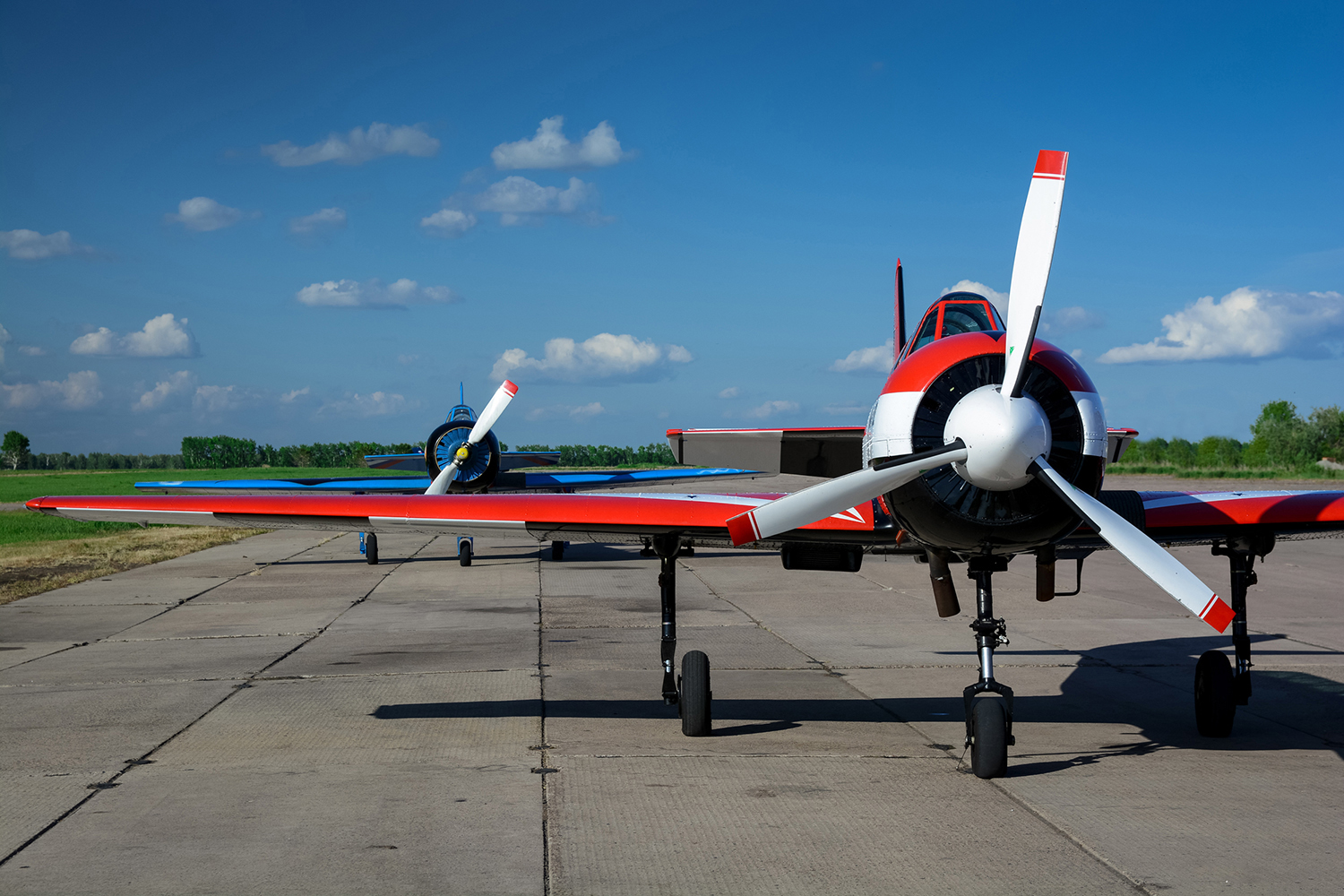
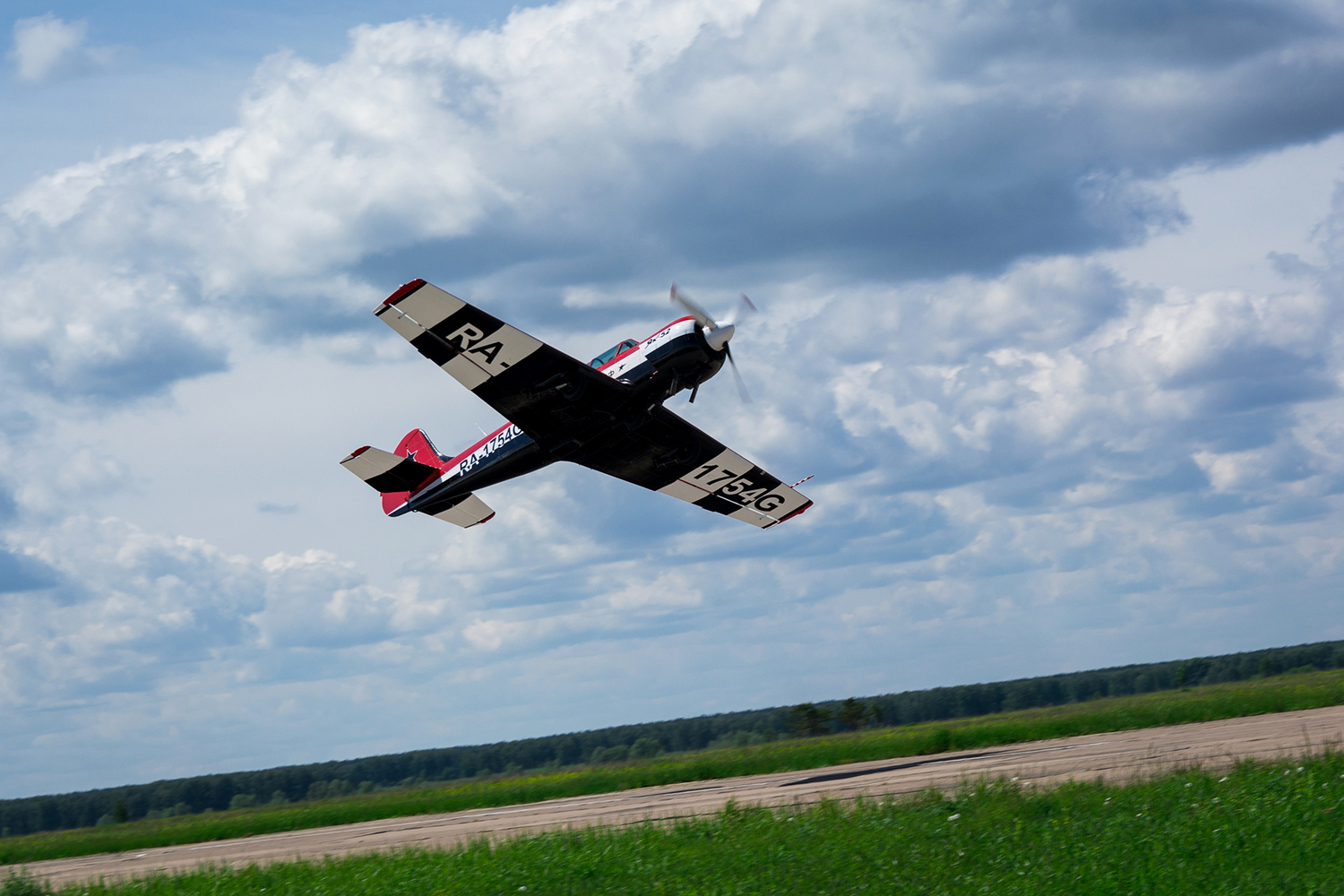
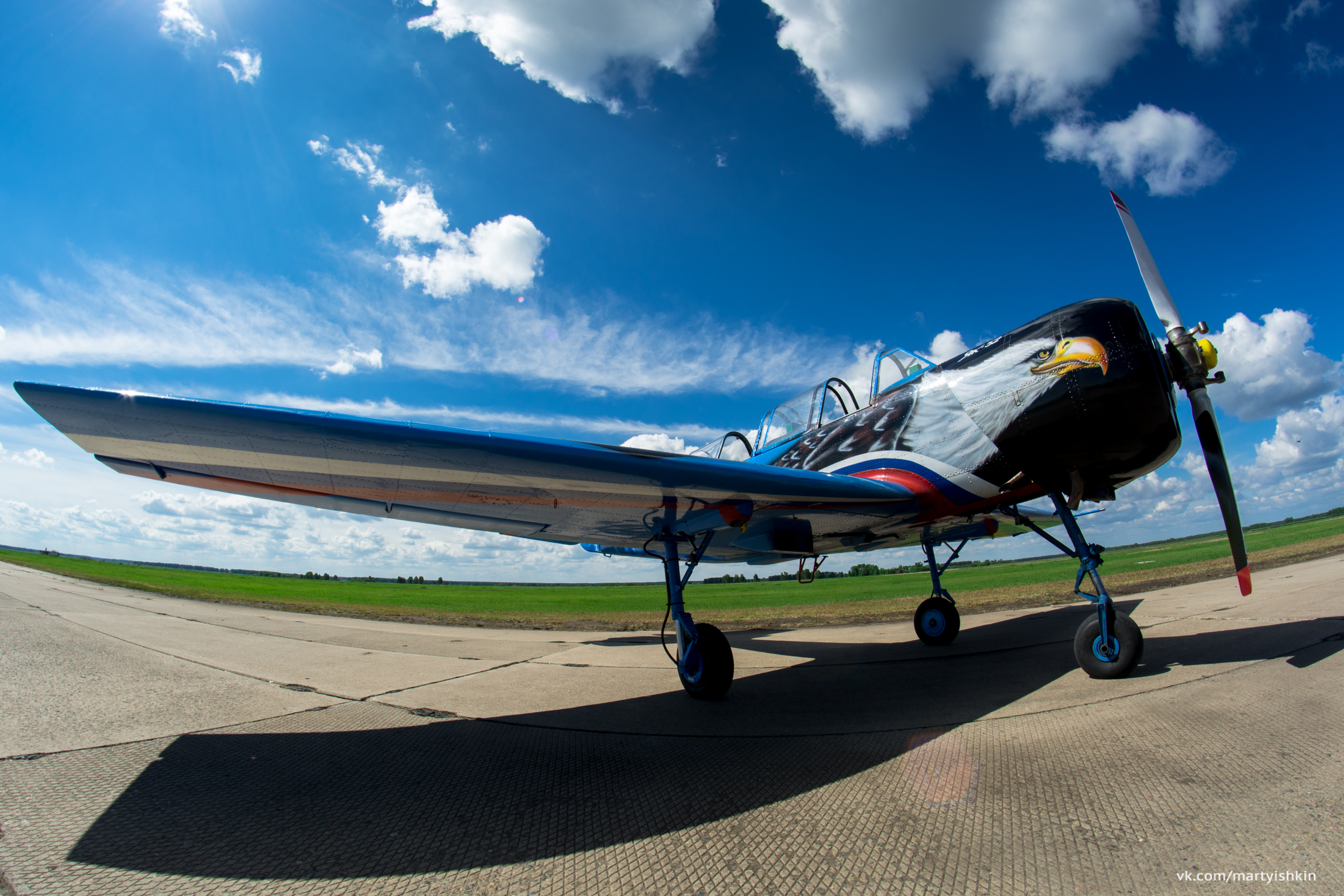
ЯК-52 (Пилотажная группа "Открытое небо")
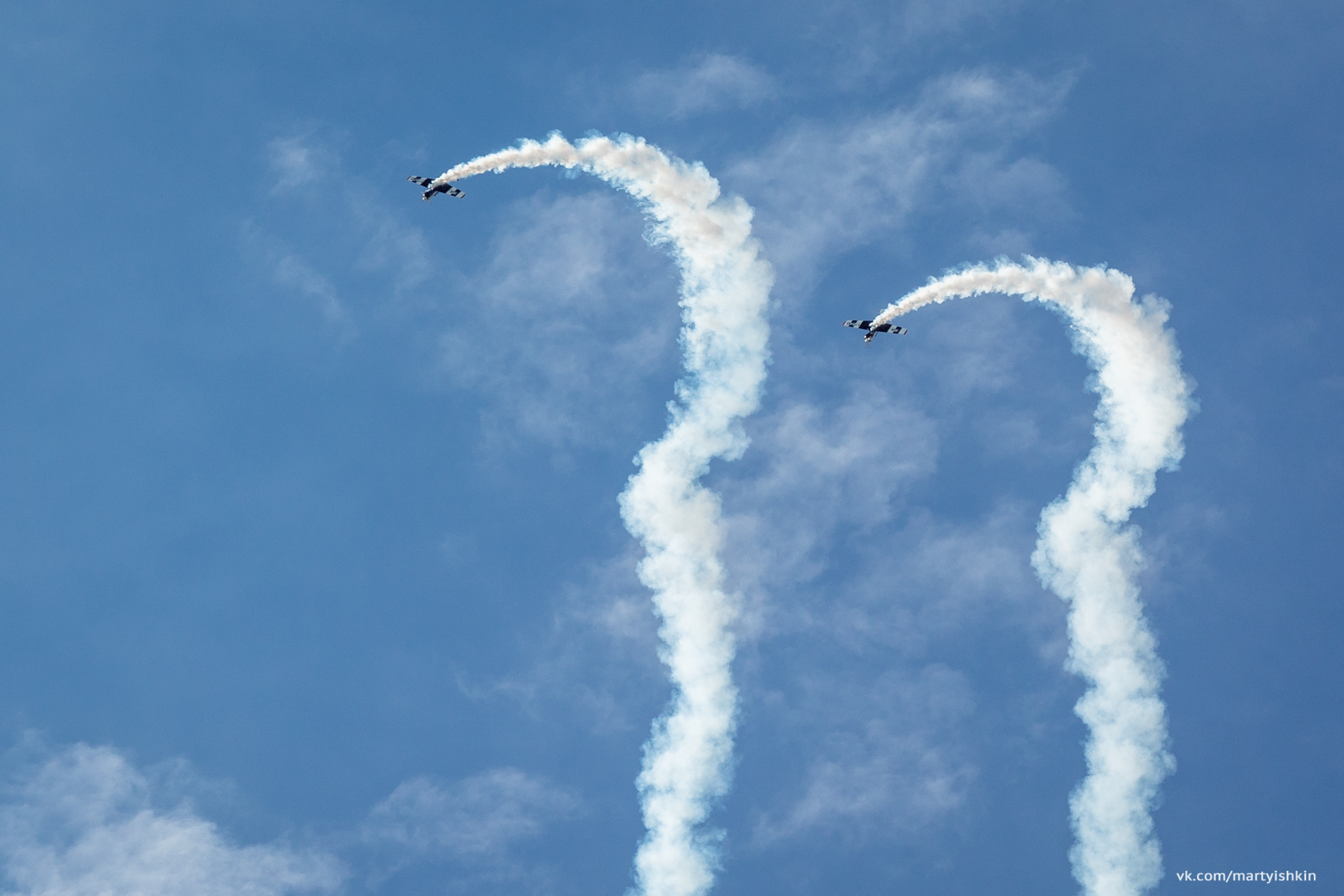
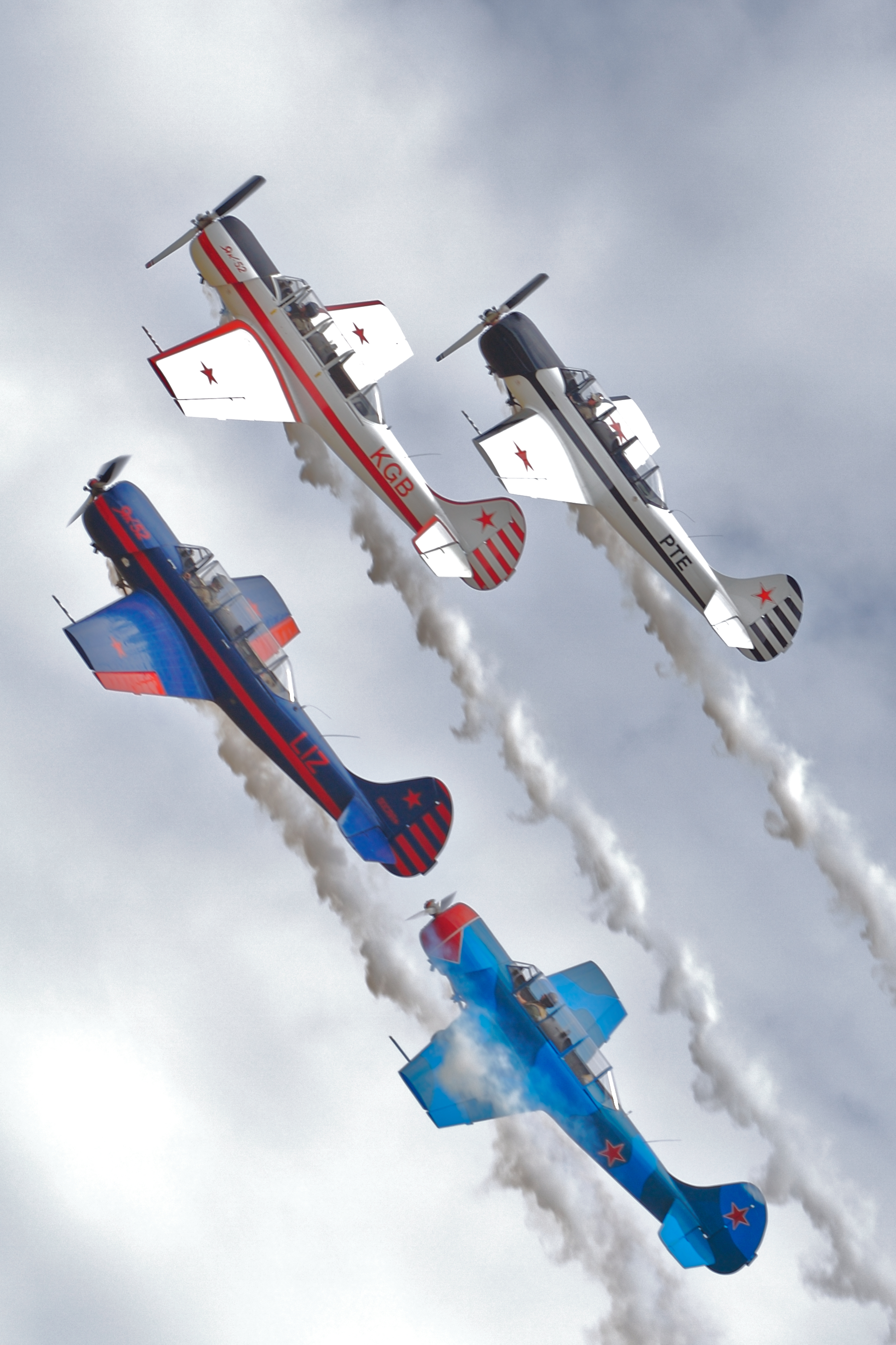
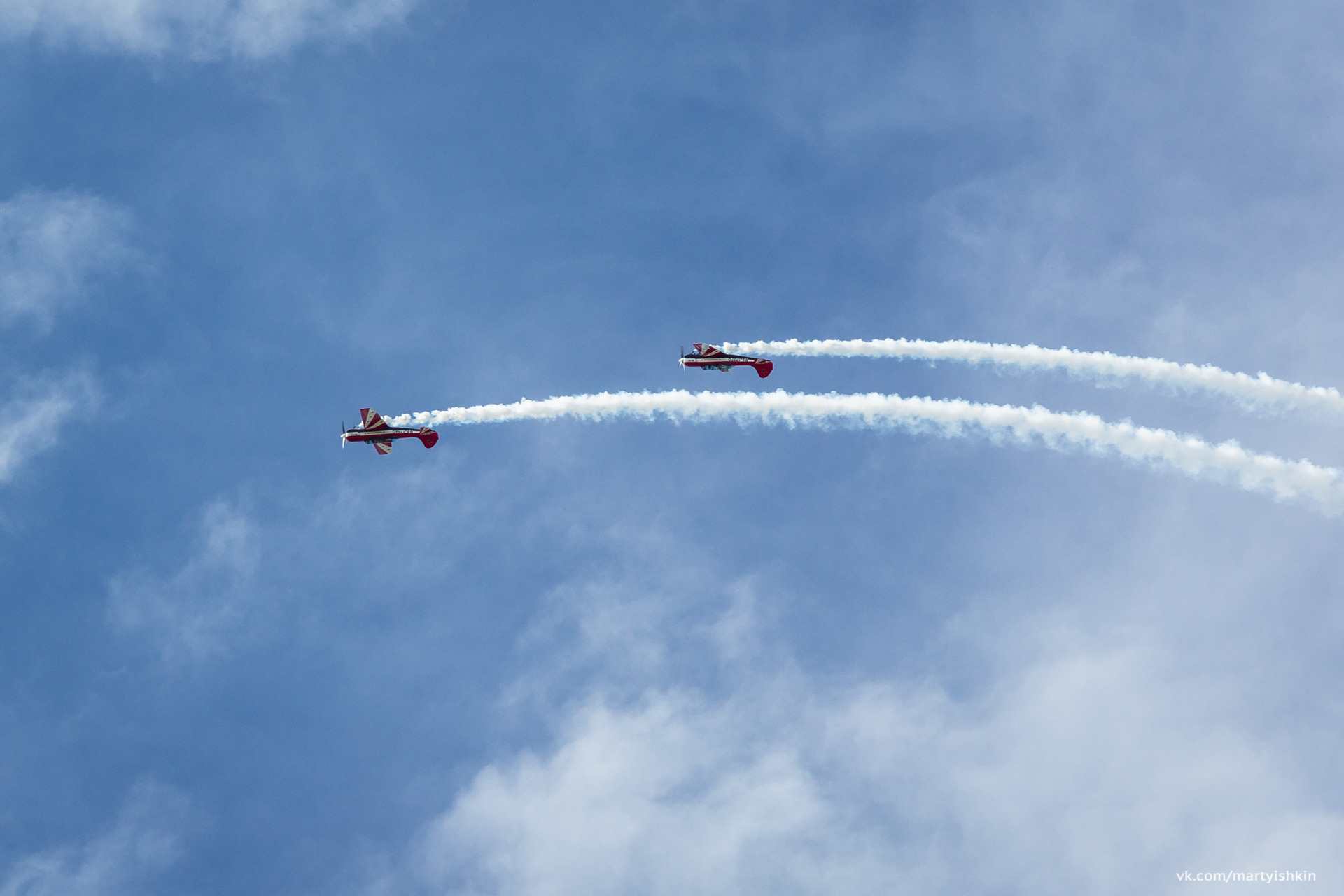
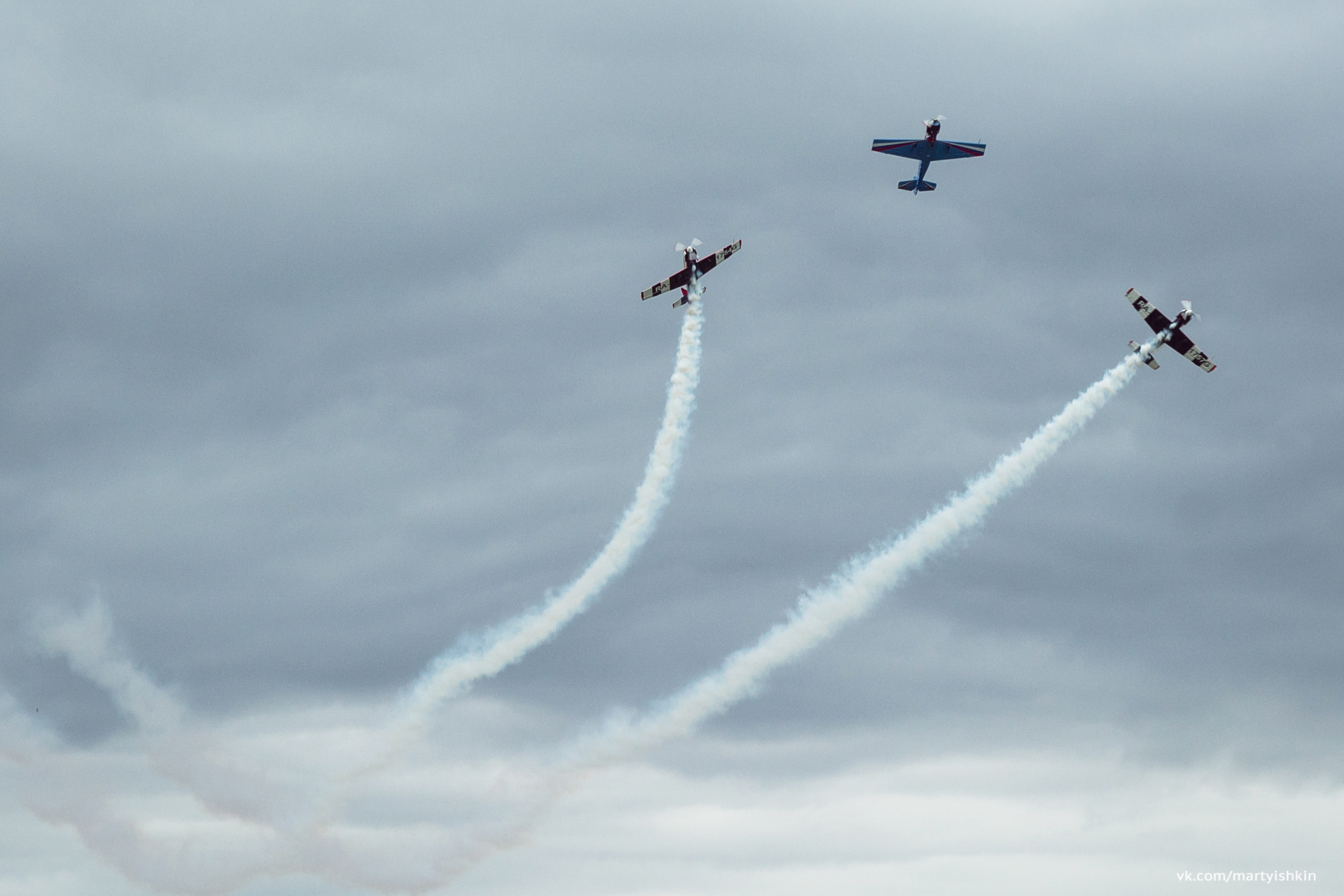